# Fritz Hopmeier
Fritz Hopmeier (* 8. Januar 1930 in Wolfratshausen, Oberbayern; † 16. Januar 2014 in Beuren, Landkreis Esslingen) war ein deutscher Politiker der CDU.

## Leben und Beruf
Hopmeier besuchte die Schule in Esslingen am Neckar, wo er auch das Abitur ablegte. Danach studierte er Rechtswissenschaften an den Universitäten Erlangen und Freiburg. Seit 1951 war er Mitglied der Studentenverbindung MSG Alt-Straßburg Freiburg im SV. Seine juristischen Staatsprüfungen legte er 1954 und 1959 ab. Bereits 1956 promovierte er in Freiburg zum Dr. jur. Ab 1959 war er als Rechtsanwalt in Stuttgart und Nürtingen tätig. 1962 eröffnete er eine eigene Anwaltspraxis in Esslingen. 1981 wurde er zugleich Notar im Oberlandesgerichtsbezirk Stuttgart.

## Partei und Ämter
1959 schloss sich Hopmeier der CDU an. Im gleichen Jahr wurde er in den Gemeinderat der Stadt Esslingen gewählt, 1965 auch in den Kreistag des Landkreises Esslingen, wo er 1966 für sechs Jahre die CDU-Fraktion anführte. 1972 wurde Hopmeier als Abgeordneter in den Landtag von Baden-Württemberg gewählt, wo er zunächst den Wahlkreis Esslingen II und ab 1976 den Wahlkreis Kirchheim vertrat. 1980 wurde Hopmeier zum stellvertretenden CDU-Fraktionsvorsitzenden berufen. 1988 wurde Hopmeier zweiter Stellvertreter des Landtagspräsidenten Erich Schneider.
Nachdem Schneider bei der Landtagswahl 1992 auf eine erneute Kandidatur verzichtet hatte, wurde Hopmeier zu seinem Nachfolger als Landtagspräsident gewählt, doch schon am Ende der Legislaturperiode 1996 verzichtete auch Hopmeier auf eine weitere Kandidatur und schied aus dem Landtag aus. Er war danach wieder als Anwalt tätig.

## Ehrungen
Hopmeier erhielt 1978 das Bundesverdienstkreuz am Bande, 1983 das Verdienstkreuz 1. Klasse und 1988 das Große Bundesverdienstkreuz sowie 1992 die Verdienstmedaille des Landes Baden-Württemberg. Er war in mehreren Gremien bzw. Vereinen ehrenamtlich tätig. So war er unter anderem Mitglied im Regionalausschuss der Europäischen Union und im Vorstand der Ingrid-Mayer-Stiftung Stuttgart aktiv.
Hopmeier war verheiratet und hat zwei Töchter. Eine Tochter führt die Anwaltskanzlei in Esslingen mit Partnern weiter.